# Міхал Калецький
Міхал Калецький (пол. Michał Kalecki, 22 червня, 1899, Лодзь — 18 квітня, 1970, Варшава) — польський економіст лівих поглядів, спеціаліст з макроекономіки. Більшу частину свого життя викладав у Варшавській школі економіки.

## Початок діяльності
Народився в сім'ї Абрама Калецького і Клари Сегалло. В 1930-х роках, в період капіталістичної Другої Польської Республіки, Калецький анонімно друкується в соціалістичних журналах (наприклад, «Przeglad socjalistyczny») і піддається критиці з боку Комуністичної партії Польщі за «люксембургізм», оскільки його цікавлять питання попиту і рівнів інвестицій.
Однак, інженер за освітою, що не мав диплому в галузі економіки, Калецький у своєму творі «Есе про теорію циклу ділової діяльності» (пол. Próba teorii koniunktury, Спроба теорії кон'юнктури , 1933 р.) передбачає більшість ідей Джона Мейнарда Кейнса за два роки до появи його публікації «Загальної теорії зайнятості, відсотка і грошей» (англ. General Theory of Employment, Interest and Money, 1936 р.).
Тим не менш, його роботи друкуються в основному польською мовою (іноді — французькою), що не сприяє їхньому поширенню.

## Еміграція
У 1935 році Калецький через Швецію емігрує в Англію. Там він продовжує розробляти свою теорію, ґрунтуючись як на класичному, так і на марксистському методі в політекономії. Калецький приділяє у своїх роботах велику увагу питанням класової боротьби, недосконалої конкуренції та розподілу доходів у суспільстві, а також безробіттю та циклам ділової діяльності. Під час Другої світової війни був у 1940 найнятий Інститутом статистики Оксфордського університету, де займався складанням доповідей для британського уряду щодо функціонування економіки у воєнний час. Однак Калецький відчував неприязне ставлення до себе як до «біженця» з материкової Європи і не зміг отримати британське підданство, внаслідок чого залишив Оксфорд в 1945 році.
У 1946 році, після короткого перебування в Монреалі і Парижі, Калецький проводить кілька місяців у Польщі, де новий уряд надав йому посаду голови центроплану при Міністерстві економіки, але незабаром приймає іншу пропозицію — стати заступником директора відділу економічного розвитку ООН. З 1946 по грудень 1954 року він пропрацював в Нью-Йорку в Секретаріаті ООН. Потім він покинув США на знак протесту проти політики маккартизму, зокрема, проти переслідувань друзів лівих переконань і уваги з боку спецслужб.

## Повернення до ПНР
У 1955 році він повертається в соціалістичну ПНР, де очолює університетські кафедри, а також стає радником з економіки Ради Міністрів і отримує посади в державних органах планування. У 1957—1963 роках — один із заступників голови Економічної ради ПНР. Спільно з Оскаром Ланге виступав організатором семінарів з економічного розвитку країн «Третього світу». У 1957 році був обраний членом-кореспондентом, а в 1966 — повноправним членом Польської Академії наук. Однак в умовах розв'язаної в Польщі антисемітської кампанії міністра Мечислава Мочара Калецький був підданий тиску з боку академічної влади, а багато його учнів були змушені залишити країну. У 1969 році він в останній раз відвідав Кембриджський університет, після чого мав намір відвідати заплановану на червень 1970 конференцію з економіко-математичного моделювання в Новосибірську, але помер 18 квітня 1970 року.
Калецький відзначав, що історія його життя може бути зведена до постійних виходів у відставку на знак протесту проти тиранії, забобонів і гноблення.

## Спадщина
Перрі Андерсон вважає, що можна говорити про чисто польську школу марксистської політичної економії, в яку входять Роза Люксембург, Наталія Мошковська, Міхал Калецький і Генрик Гроссман. У будь-якому випадку, ключова роль Маркса у формуванні теорії Калецького незаперечна — останній дотримувався трудової теорії вартості, аналізував виробництво і розподіл з класових позицій, виходив з історичної кінцевості і несправедливості капіталізму («Капіталістична система являє собою не систему „гармонії“, метою якої є задоволення потреб людей, а „антагоністичну“ систему, покликану забезпечити прибуток капіталістам»).
В Англії та США його роботи, що не відповідали класичним марксистським категоріям, сприймалися як одна з форм лівого кейнсіанства. Сам Калецький справив значний вплив на посткейнсианців на кшталт Джоан Робінсон, які дотримувалися більш лівих, ніж Джон Мейнард Кейнс, поглядів. Його навіть називали «Лівим Кейнсом». Пізніше його ідеї розвивав Атанасіос Асімакопулос.